# Британська бібліотека
Британська бібліотека (англ. British Library) — національна бібліотека Великої Британії. Закон про її створення шляхом об'єднання бібліотеки Британського музею і ряду менш значущих колекцій було прийнято парламентом у 1972 році; нова будівля бібліотеки в Лондоні відкрилася 1 липня 1973 року. Одна з найбільших бібліотек світу (кількість одиниць зберігання перевищує 150 млн).

## Історія
Бібліотеку Британського музею було засновано у 1753 році на основі бібліотеки сера Ганса Слоуна, до якого входили англосаксонські й латинські середньовічні рукописи, придбані ним у Роберта Коттона та Роберта Гарлі. Король Георг II підтримав ідею заснування й подарував музею королівську бібліотеку (яку почав збирати Едуард IV), а разом з нею й право обов'язкового примірника усіх книг, які виходять в межах Великої Британії.
У 1823 р. музейна збірка поповнилася бібліотекою Георга III. У 1850-х роках в будівлі Британського музею відкрилася знаменита читальна зала. У XX столітті до бібліотеки надійшли найдавніші друковані книги та буддистські рукописи з Дуньхуана та унікальна колекція юдаїки.

## Структура бібліотеки

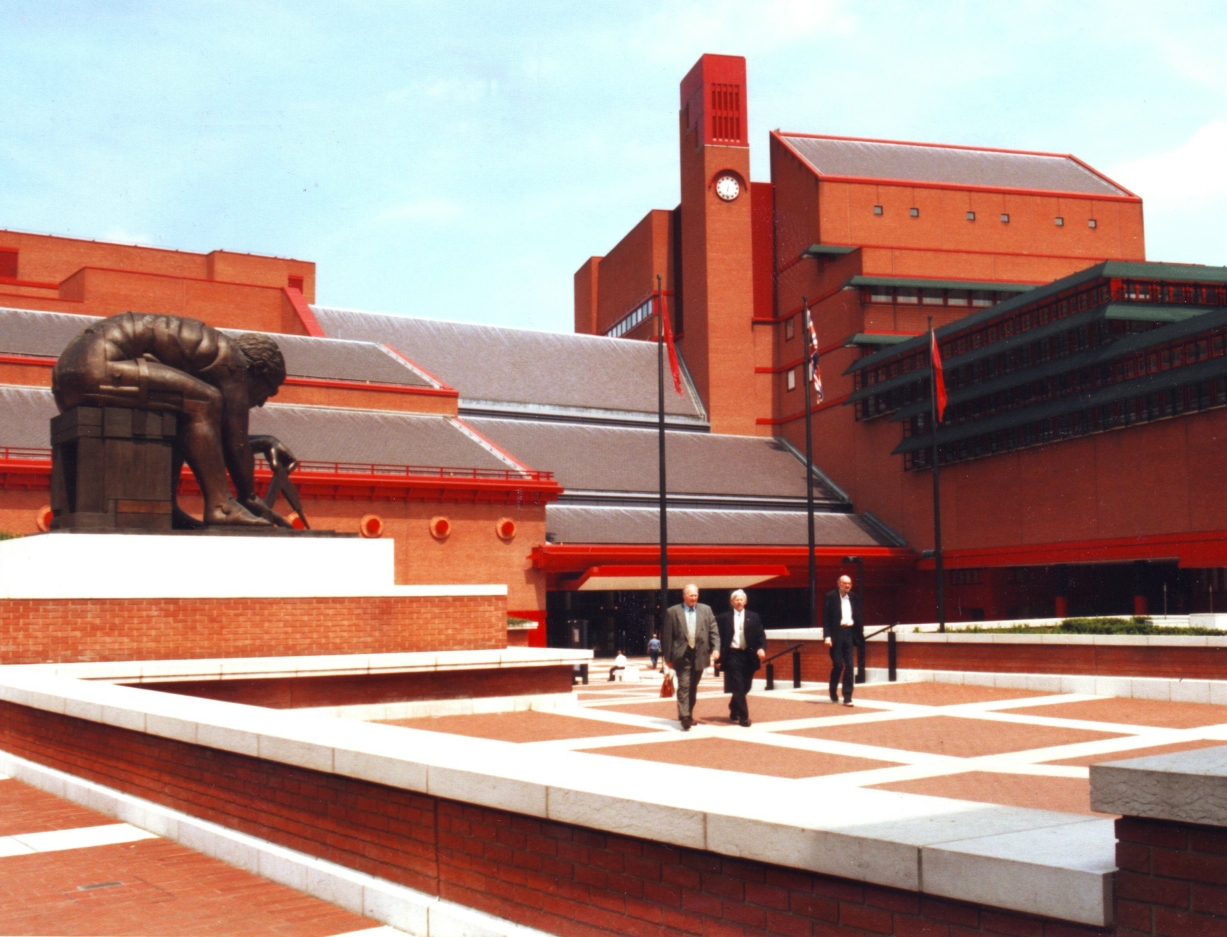
Британська бібліотека, корпус на Сент-Панкрас

Британська бібліотека має три відділення:
- Британська бібліотека, корпус на Сент-Панкрас (St. Pancras). Тут, у новому корпусі, спорудженому в 1998 році знаходяться основні книжкові фонди.
- Газетна бібліотека в Лондоні (Newspaper Library in London (Colindale) абонує 50 000 газет і журналів з усього світу.
- Британська бібліотека в Бостон Спа (British Library in Boston Spa, Yorkshire), це філія бібліотечного обслуговування, що займається абонементом та обробляє замовлення читачів з інших міст Великої Британії та з-за кордону (4 млн замовлень на рік).

## Фонди бібліотеки
Загалом 150 млн одиниць зберігання, з них 14 млн книжок, 12 500 інкунабул (одна з найбільших збірок у світі), 920 000 назв журналів і газет, 58 млн патентів, 3 млн звукозаписів.

### Найцінніші колекції та унікати
- Середньоазійська колекція Штайна;

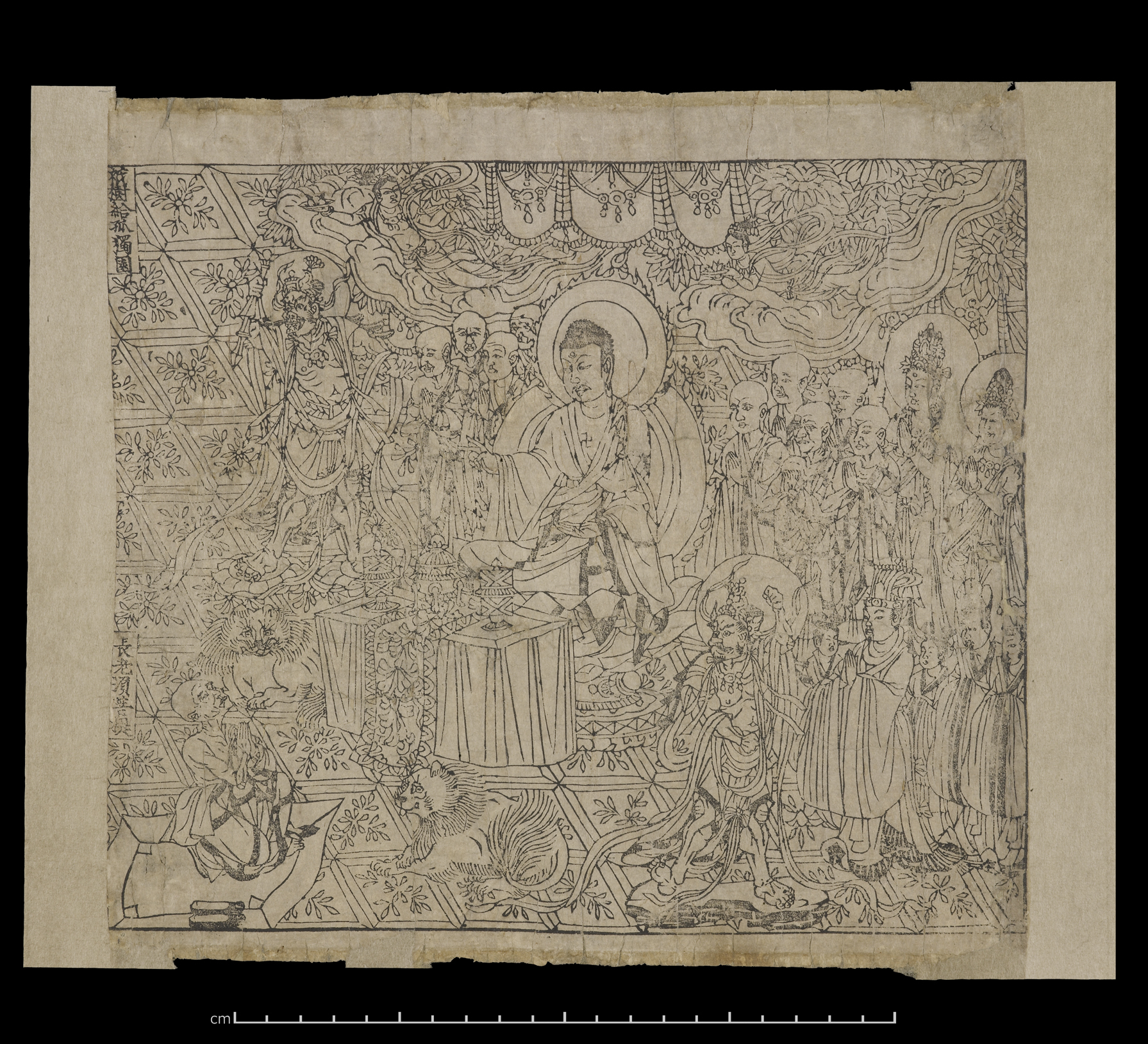
Діамантова сутра

- «Діамантова сутра», друга найдавніша друкована книга у світі;
- Ліндісфарнське євангеліє;
- Два примірники «Біблії Гутенберга»;
- Дві копії 1215 року «Маґни карти» (Magna carta);
- Єдиний у світі рукопис епосу Беовульф;
- 347 сторінок Синайського кодексу;
- Планісфера Контаріні, перша друкована карта Нового світу;
- Рукописні партитури Баха, Моцарта, Малера, Бріттена;
- Рукописи Леонардо да Вінчі
- Рукопис Pastime with Good Company
- Книга знань про всі королівства
- «Генеалогія королів Португалії» (1530—1534)